# فرقة (تصنيف)

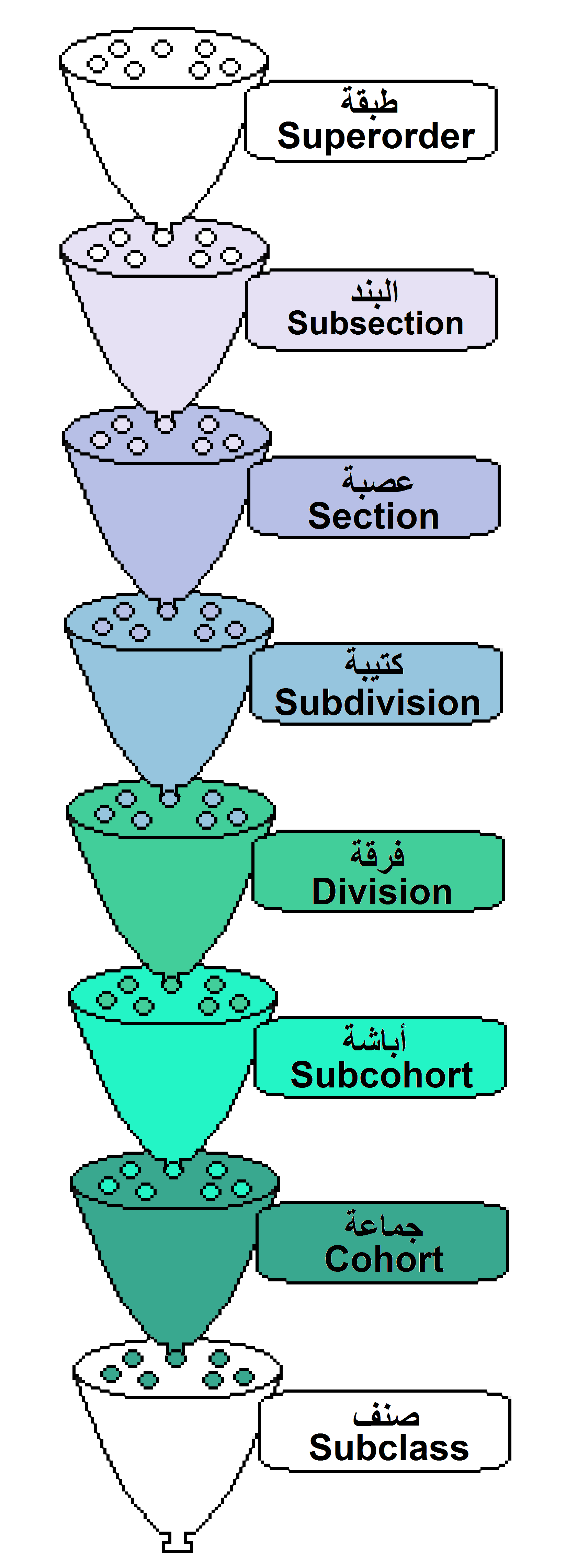
مثال على ترتيب التصنيفات من جماعة إلى بند الأكثر تداولا ضمن علم الحيوان

الفرقة (بالإنجليزية: Division)‏ هي تصنيف فرعي من ضمن تصنيفات الجماعة وتأتي مباشرة بعد تصنيف الأباشة وتعلو تصنيف الكتيبة. وهي ليس من التصنيفات الأساسية. في التصنيف الحيواني تأتي هذه التصنيفات بين تصنيفي الصنف والطبقة. وفي التصنيف النباتي تأتي أحيانا بين تصنيفي الشعبة والطائفة.